# Papa Alexandru al VII-lea
Papa Alexandru al VII-lea (n. 13 februarie 1599, Siena, Toscana, Italia – d. 22 mai 1667, Roma, Statele Papale) a deținut funcția de papă între anii 1655-1667. Familia Chigi din Sienna a fost una din cele mai puternice familii din Italia.